# الكسندر رامزي
الكسندر رامزي (بالإنجليزية: Alexander Ramsey)‏ (1 يناير 1867 - 1 يناير 1942) هو لاعب كرة قدم بريطاني (وحمل سابقاً جنسية المملكة المتحدة لبريطانيا العظمى وأيرلندا) في مركز الدفاع. لعب مع وست بروميتش ألبيون ونادي كيدرمينستر هاريرز لكرة القدم.